# Xilokériza
Xilokériza (Ksylokeriza, Xylokeriza) är en ort i Grekland.   Den ligger i prefekturen Nomós Korinthías och regionen Peloponnesos, i den sydöstra delen av landet, 70 km väster om huvudstaden Aten. Xilokériza ligger 92 meter över havet och antalet invånare är 849.
Terrängen runt Xilokériza är kuperad söderut, men norrut är den platt. Runt Xilokériza är det ganska tätbefolkat, med 100 invånare per kvadratkilometer. Närmaste större samhälle är Korinth, 6,5 km norr om Xilokériza. 